# Ambient 2: The Plateaux of Mirror
Albums par Brian Eno
After the Heat
(1978) Ambient 4: On Land
(1982)
Albums par Harold Budd
The Pavilion of Dreams
(1978) Abandoned Cities
(1984)
Ambient 2: The Plateaux of Mirror est un album de musique ambient de Brian Eno et Harold Budd sorti en 1980. Il est la suite d'Ambient 1: Music for Airports, sorti deux ans plus tôt.

## Pistes
| No  | Titre                   | Durée |
| --- | ----------------------- | ----- |
| 1.  | First Light             | 7:08  |
| 2.  | Steal Away              | 1:29  |
| 3.  | The Plateaux Of Mirror  | 4:14  |
| 4.  | Above Chiangmai         | 2:55  |
| 5.  | An Arc Of Doves         | 6:29  |
| 6.  | Not Yet Remembered      | 3:50  |
| 7.  | The Chill Air           | 2:13  |
| 8.  | Among Fields Of Crystal | 3:24  |
| 9.  | Wind In Lonely Fences   | 3:58  |
| 10. | Failing Light           | 4:14  |